# Nordtjärnen (Jokkmokks socken, Lappland)
Nordtjärnen är en sjö i Jokkmokks kommun i Lappland och ingår i Piteälvens huvudavrinningsområde. Sjön har en area på 0,0373 kvadratkilometer och ligger 178,4 meter över havet.

## Delavrinningsområde
Nordtjärnen ingår i det delavrinningsområde (733169-169226) som SMHI kallar för Mynnar i Sikån. Medelhöjden är 211 meter över havet och ytan är 3,16 kvadratkilometer. Det finns inga avrinningsområden uppströms utan avrinningsområdet är högsta punkten. Vattendraget som avvattnar avrinningsområdet har biflödesordning 4, vilket innebär att vattnet flödar genom totalt 4 vattendrag innan det når havet efter 121 kilometer. Avrinningsområdet består mestadels av skog (80 procent). Avrinningsområdet har 0,04 kvadratkilometer vattenytor vilket ger det en sjöprocent på 1,2 procent.